# Calor absoluto
Absoluto caliente es un límite superior teórico de la escala temperatura absoluta, concebida como un opuesto a cero absoluto.

## Temperatura de Planck
Los modelos contemporáneos de cosmología física postulan que la temperatura más alta posible es la temperatura de Planck, que tiene el valor 1.416785 (71) x 1032 Kelvin.
Por encima de 1032 K, las energías de las partículas se vuelven tan grandes que las  fuerzas gravitacionales serían tan fuertes como otras fuerzas fundamentales según las teorías actuales. No existe una teoría científica sobre el comportamiento de la materia a estas energías. Los modelos del origen del universo basados en la teoría del Big Bang suponen que el universo pasó por esta temperatura alrededor de 10-42 segundos (un Tiempo de Planck) después del Big Bang como resultado de una enorme expansión de entropía.

## Temperatura de Hagedorn
Otra teoría del calor absoluto se basa en la temperatura de Hagedorn,  donde las energías térmicas de las partículas superan la masa-energía de un par de partículas-antipartículas de hadrones. En lugar de aumentar la temperatura, a la temperatura de Hagedorn se producen más y más partículas más pesadas por producción de pares, lo que evita un calentamiento adicional efectivo, dado que solo se producen hadrones. Sin embargo, es posible un calentamiento adicional (con presión) si la materia sufre un cambio de fase a un plasma de quark-gluón. Por lo tanto, esta temperatura se parece más a un punto de ebullición que a una barrera infranqueable. Para los hadrones, la temperatura de Hagedorn es2 × 10 12  K, que se ha alcanzado y superado en los experimentos de LHC y RHIC. Sin embargo, en la teoría de cuerdas, se puede definir una temperatura de Hagedorn separada, donde las cuerdas proporcionan de manera similar los grados adicionales de libertad. Sin embargo, es tan alto (10 30  K) que ningún experimento actual o previsible puede alcanzarlo.

## Época electrodébil
En cosmología física, la época electrodébil fue el período en la evolución del universo temprano cuando la temperatura del universo había caído lo suficiente como para que la fuerza fuerte se separara de la interacción electrodébil, pero era lo suficientemente alta para que el electromagnetismo y la interacción débil permanecieran fusionados en una única interacción electrodébil por encima de la temperatura crítica para la ruptura de la simetría electrodébil (159,5 ± 1,5 GeV en el modelo estándar de física de partículas). A medida que el universo se expandió y enfrió, las interacciones de partículas fueron lo suficientemente enérgicas como para crear una gran cantidad de partículas exóticas, Incluyendo estables bosones W y Z y bosones de Higgs. En la época quark que siguió, los bosones W y Z restantes decayeron, la interacción débil se convirtió en una fuerza de corto alcance cuando el Universo se llenó de plasma de quark-gluón.